# Чвана

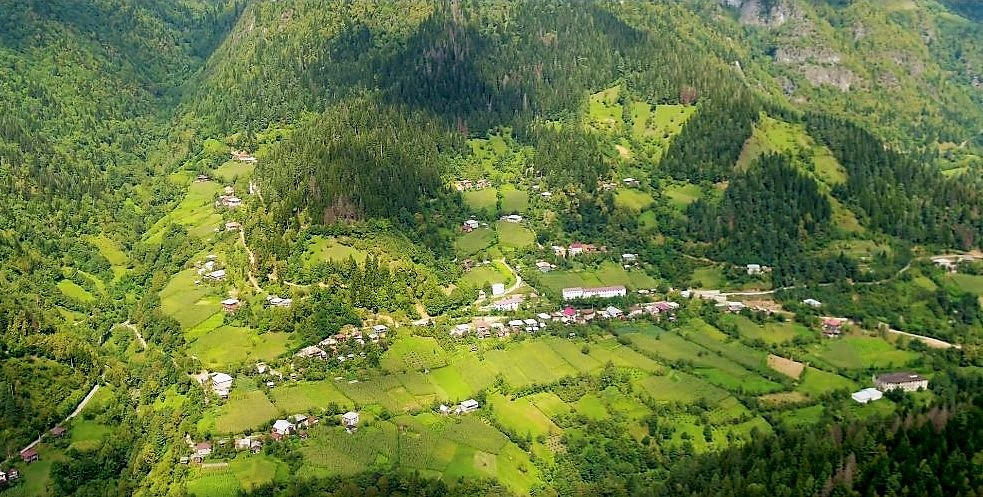

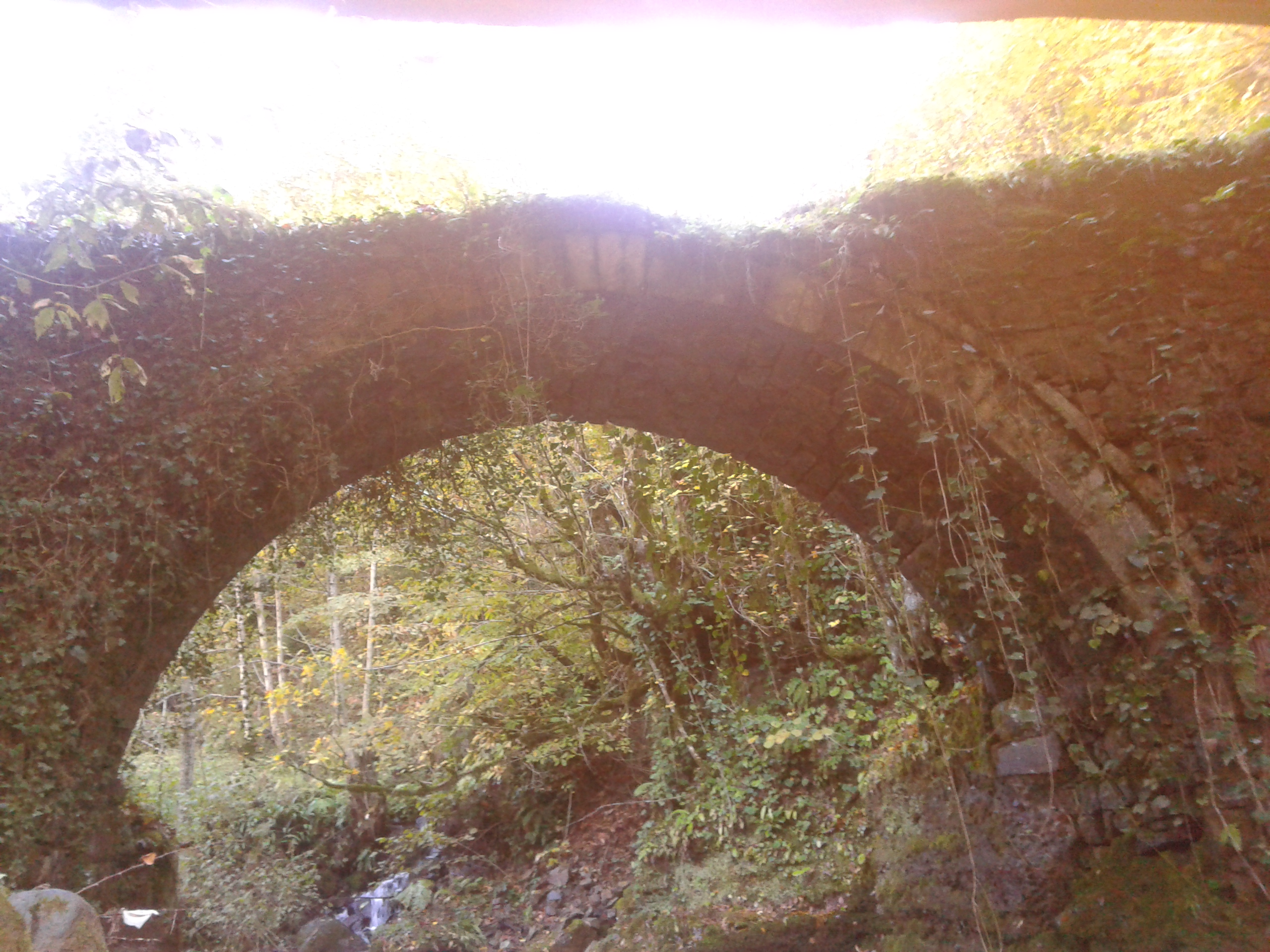

Чвана — село в Грузії, в Аджарській Автономній Республіці, муніципалітет Шуахеві. Центр громади (села: Чвана, Ахалдаба, Варджанаулі, Зеда Кана, Такідзеєбі, Цеква, Цівадзеебі, Цхемлісі, Цкарота, Чала, Хічаурі).  Розташований на правому березі річки Чваніскалі, 650 м над рівнем моря, за 12 км від смт. Шуахеві. У селі є бібліотека.

## Історія
Найдавнішим археологічним об'єктом, знайденим у долині Чваніскалі, є крем'яний наконечник стріли, який випадково знайдено в селі Чвана.
Дослідники описали та вивчили 9 давилен винограду у Чвані, що свідчить про те, що в цій долині було добре розвинене виноградарство та виноробство.
У 60-х роках XVI століття разом із рядом областей південної та південно-західної Грузії османи завоювали долину річки Ачарістцкалі та спробували встановити тут своє управління. Як правило, описувалася долина та створювалася місцева адміністративно-управлінська система, після чого згадана територія об'єднувалася в імперію Османа у вигляді санджаку.
Під час правління Султана Селім II (1566-1574), було складено «Велика книга перепису Верхньої Аджарії», яка є першим документом опису Аджарії османами.

Згідно з цим документом, з 20 дворами, Чвана була серед найбільш густонаселених сіл Аджарії. Також вказується, що поряд розташовуються села Гомардіді (мабуть, нинішній Гомардулі) та Чала.
Повстання 1929 року проти Радянської влади в Аджарії почалося з долини Чвану.
До 1948 вона називалася Дуз-Чвана, що в перекладі позначає центр долини. У радянський період було розвинене тютюновництво, виноградарство, тваринництво. Працювала лікарня.
2016 року відзначалося 100-річчя середньої школи у селі Чвана.
Дуже успішний ансамбль "Чвана", який представив широкому загалу унікальні зразки традиційного співу, танців та усного фольклору долини.

## Демографія
За переписом 2014 року у селі проживає 328 осіб.
| Рік перепису | Населення |
| ------------ | --------- |
| 2002 р.      | 378       |
| 2014         | 328 ▼     |

## Інтернет ресурси
https://www.youtube.com/watch?v=jb_73tjND-4